# Sitticus montanus
Sitticus montanus är en spindelart som beskrevs av Kishida 1910. Sitticus montanus ingår i släktet Sitticus och familjen hoppspindlar. Inga underarter finns listade i Catalogue of Life.